# 유럽 고속도로 607호선
유럽 고속도로 607호선(European route E607)은 프랑스의 디구앵에서 출발하여 샬롱쉬르손까지 이어주는 총 연장이 88 km인 유럽 고속도로 노선망으로, 해당 도로는 B클래스급 간선도로이다.

## 주요 경유지
- 프랑스
  - 디구앵(영어판)
  - 샬롱쉬르손